# فيلق الجيش السادس (فيرماخت)

الفيلق السادس (بالألمانية: VI. Armeekorps (VI.AK))‏ Armeekorps (السادس. AK) كان فيلق مشاة للجيش الألماني. شارك في العديد من العمليات البارزة خلال الحرب العالمية الثانية.
تم تشكيل الفيلق في الأصل من الفرقة السادسة للرايخويهرفي أكتوبر 1934 في مونستر.

## زمن الحرب

### 1940
التنظيم (يونيو 1940): فرق المشاة 15 و205
تحت قيادة Otto-Wilhelm Förster، شارك الفيلق في الغزو الألماني لفرنسا، عندما كان جزءًا من الجيش الثاني عشر لمجموعة الجيوش أ. أما بقية العام فقد كان متمركز على الساحل كجزء من قوات الاحتلال.

## القادة
- General der Artillerie Günther von Kluge (1 أبريل 1935 - 24 نوفمبر 1938)
- جنرال دير بيونير أوتو-فيلهلم فورستر (24 نوفمبر 1938 - 31 ديسمبر 1941)
- جنرال دير إنفانتير برونو بيلير (1 يناير 1942 - 31 أكتوبر 1942)
- الجنرال دير إنفانتري هانز جوردان (1 نوفمبر 1942 - 20 مايو 1944)
- الجنرال دير إنفانتري جورج فايفر (20 مايو 1944 - 28 يونيو 1944)
- جنرال دير المدفعية هيلموت ويدلينج (28 يونيو 1944 - 11 أغسطس 1944)
- جنرال دير إنفانتري هورست غروسمان (11 أغسطس 1944 - يناير 1945)
- Generalleutnant Ralph Graf von Oriola (يناير 1945)
- جنرال دير إنفانتيرى هورست جروسمان (يناير 1945 - 8 مايو 1945)